# Oberperfuss
Oberperfuss is een gemeente in het district Innsbruck Land van de Oostenrijkse deelstaat Tirol.
Oberperfuss ligt in het Inndal, ongeveer 15 kilometer ten westen van Innsbruck op een middelgebergteterras tegenover Grinzens, aan het begin van het Sellraintal. De gemeente omvat de wijken Aigen, Anton-Kirchebner-Weg, Aigling, Au, Berchtesgaden, Berglweg, Bichlweg, Birkhof, Blasius-Hueber-Weg, Brandstatt, Dickicht, Dörreweg, Egghof, Gfas, Hinterburg, Hinterhof, Huebe, Kammerland, Kengelscheiben, Mairhof, Peter-Anich-Weg, Riedl, Schwaiger, Silbergasse, Stieglreith, Tiefental, Völsesgasse, Wiesgasse, Windhag en Wildgrube. De gemeente Karneid in het Italiaanse Zuid-Tirol is partnergemeente van Oberperfuss. In de zomer bestaat de mogelijkheid tot het maken van wandelingen naar de Rosskogel, de Kögele en de Rangger Köpfl. In de winter kan er in de omgeving worden geskied en gerodeld.

## Geschiedenis
Vondsten uit het Neolithicum wijzen op een vroege bewoning van het gebied. Oberperfuss werd in 1083 voor het eerst vermeld. Tot en met de 19e eeuw was het gebied een agrarische gemeente, maar sindsdien zijn er ook enkele industriebedrijven gevestigd. Het grootste deel van de bevolking is forens en is werkzaam in de omgeving van Innsbruck.
Beroemde oud-inwoners van de gemeente zijn de cartografen Peter Anich en Blasius Hueber. Het Anich-Hueber-museum herinnert aan hen.